# Frankie Darro
Frankie Darro, all'anagrafe Frank Johnson (Chicago, 22 dicembre 1917 – Huntington Beach, 25 dicembre 1976), è stato un attore statunitense, noto soprattutto per i suoi ruoli come attore bambino e adolescente negli anni Venti e Trenta.

## Biografia
Nato nel 1917, Frank Johnson crebbe in una famiglia di acrobati (The Flying Johnsons), che lo educarono fin da piccolissimo alle arti circensi. Dopo che i genitori persero il lavoro nel 1922, il bambino iniziò a lavorare nel cinema sin dall'età di 6 anni, divenendo di fatto il principale sostegno economico della famiglia. Come attore bambino Darro interpretò numerosissimi film tra il 1924 e il 1932. La sua naturalezza davanti alla macchina da presa, ma soprattutto le sue doti acrobatiche e di cavallerizzo e la sua abitudine al lavoro, lo rendevano una presenza affidabile in ogni tipo di film. In un'epoca in cui il lavoro minorile, anche nel cinema, non era certo ben tutelato, il bambino fu sottoposto a ritmi e condizioni di lavoro che oggi sarebbero inimmaginabili.. Tra le decine e decine di film cui prese parte in quegli anni, Darro girò tra il 1925 e il 1929 ben 26 western per la serie Tom Tyler and His Pals, quasi tutti sotto la direzione di Robert De Lacey. In essi Darro creò il modello di un partner giovanile associato a vario titolo all'eroe protagonista (in questo caso il celebre attore Tom Tyler), modello destinato ad essere ripetuto con successo più volte nel cinema western (e non solo) da altri attori bambini, a cominciare da Andy Shuford, Tommy Cook, Robert Blake, Don Reynolds a molti altri.. Oltre che nel western Darro si cimentò indifferentemente anche in ruoli drammatici e sentimentali, talora al fianco di celebrità come John Gilbert e Greta Garbo in La carne e il diavolo (1926). Ebbe anche parti da protagonista in Little Mickey Grogan (1927) e The Circus Kid (1928), senza tuttavia mai raggiungere lo status di star dei più famosi attori bambini dell'epoca come Jackie Coogan, Baby Peggy o Philippe De Lacy.

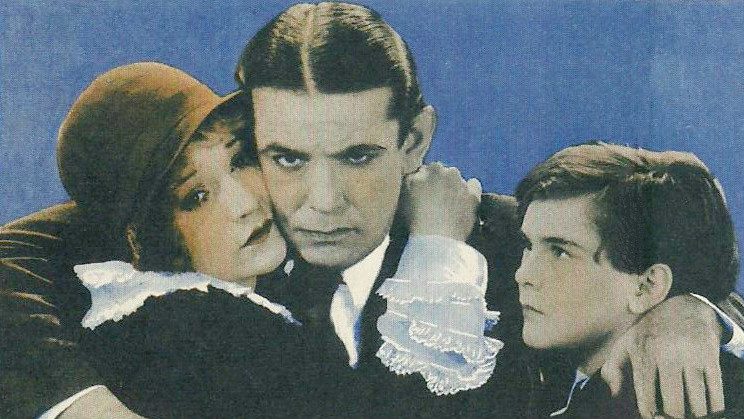
Il piccolo Frankie Darro (a destra) con Betty Compson ed Eddie Dowling in Blaze o' Glory (1929)

Darro affrontò la transizione dal muto al sonoro senza alcun problema, apparendo già nel 1929 in due dei primi film sonori, La valle delle rose e Blaze o' Glory. Anche il contemporaneo passaggio dall'infanzia all'adolescenza fu superato con lo stesso entusiasmo. Dopo soltanto una breve pausa (nel 1929-30), Darro tornò ai consueti intensi ritmi di lavoro, ricevendo anzi da adolescente alcuni dei suoi ruoli migliori, in The Mad Genius (1931), Way Back Home (1931), Public Enemy (1931), Major of Hell (1933), Selvaggi ragazzi di strada (1933) (il suo film più famoso), No Greater Glory (1934) e Piccoli uomini (1934). Grazie alla sua corporatura minuta, continuò a lungo ad impersonare con naturalezza ruoli di ragazzo, ancora in Phantom Empire (1935).
Dal 1936 iniziò la transizione a ruoli più da adulti, anche se Darro, per le sue caratteristiche fisiche e le sue abilità equestri, si trovò numerose volte relegato a impersonare parti di fantino. In Irish Luck (1939) inaugurò un promettente sodalizio con il comico afro-americano Mantan Moreland, con il quale formò un duo di successo per una serie di film umoristici incentrati sulle avventure di due detective dilettanti, tra i quali il più riuscito è probabilmente Up in the Air (1940). Nel 1940 prestò la voce al personaggio di Lucignolo nel Pinocchio della Disney, un ruolo che ricoprí anche alla radio nella presentazione della storia il giorno di Natale 1939.
La scoppio della seconda Guerra mondiale interruppe bruscamente la carriera dell'attore. Darro servì nei servizi ospedalieri della Marina, ammalandosi egli stesso di malaria. Al suo ritorno nel dopoguerra gli si offrì solo l'opportunità di recitare nuovamente ruoli di giovane ribelle nella serie The Bowery Boys (1948-49). Con la guerra e la malattia era venuta aggravandosi anche una progressiva dipendenza all'alcol che, nonostante ogni sforzo di Darro, cominciò a condizionare pesantemente la sua carriera e la sua affidabilità come attore. Nel 1951 Darro aprì anche un pub ("Try Later") sul Santa Monica Boulevard. I ruoli si diradarono: lo si ricorda come l'attore che operava Robby il robot nel classico di fantascienza Il pianeta proibito (1956), uno schiavo ebreo ne I dieci comandamenti (1956), e l'infermiere Dooley del sommergibile Sea Tiger, in Operazione sottoveste (1958). Negli anni Sessanta e Settanta Darro continuò a lavorare occasionalmente in piccole parti per la televisione.
Nel 1943, divorziò dall'attrice Aloha Wray, che aveva sposato quattro anni prima, per risposarsi nello stesso con Betty Marie Morrow, dalla quale ebbe una figlia e da cui divorziò nel 1951. Circa un anno dopo si risposò con Dorathy Carroll, con cui rimase per il resto della sua vita.
Morì nel 1976, il giorno di Natale, tre giorni dopo aver compiuto 59 anni, a causa di un arresto cardiaco, mentre visitava la figlia. Dopo la cremazione, le sue ceneri furono sparse nell'Oceano Pacifico.

## Riconoscimenti
- Young Hollywood Hall of Fame (1920's)

## Filmografia

### Cinema
- The Judgment of the Storm, regia di Del Andrews (1924)
- Half-a-Dollar Bill, regia di W. S. Van Dyke (1924)
- The Signal Tower, regia di Clarence Brown (1924)
- Racing for Life, regia di Henry MacRae (1924)
- Roaring Rails, regia di Tom Forman (1924)
- So Big, regia di Charles Brabin (1924)
- Women and Gold, regia di James P. Hogan (1925)
- The Fearless Lover, regia di Scott R. Dunlap e Henry MacRae (1925)
- Her Husband's Secret, regia di Frank Lloyd (1925)
- Confessions of a Queen, regia di Victor Sjöström (1925)
- Fighting the Flames, regia di B. Reeves Eason (1925)
- Wandering Footsteps, regia di Phil Rosen (1925)
- The Phantom Express, regia di John G. Adolfi (1925)
- The People vs. Nancy Preston, regia di Tom Forman (1925)
- The Midnight Flyer, regia di Tom Forman (1925)
- Tom Tyler and His Pals, serial cinematografico (1925-29)
- Let's Go Gallagher, regia di Robert De Lacey e James Gruen (1925)
- The Wyoming Wildcat, regia di Robert De Lacey (1925)
- The Cowboy Musketeer, regia di Robert De Lacey (1925)
- Born to Battle, regia di Robert De Lacey (1926)
- The Arizona Streak, regia di Robert De Lacey (1926)
- Wild to Go, regia di Robert De Lacey (1926)
- The Masquerade Bandit, regia di Robert De Lacey (1926)
- Hearts and Spangles, regia di Frank O'Connor  (1926)
- The Cowboy Cop, regia di Robert De Lacey (1926)
- Tom and His Pals, regia di Robert De Lacey (1926)
- Out of the West, regia di Robert De Lacey (1926)
- Red Hot Hoofs, regia di Robert De Lacey (1926)
- La carne e il diavolo (Flesh and the Devil), regia di Clarence Brown (1926)
- Lightning Lariats, regia di Robert De Lacey (1927)
- Cyclone of the Range, regia di Robert De Lacey (1927)
- Tom's Gang, regia di Robert De Lacey (1927)
- The Flying U Ranch, regia di Robert De Lacey (1927)
- The Desert Pirate, regia di James Dugan (1927)
- The Texas Tornado, regia di Frank Howard Clark (1928)
- When the Law Rides, regia di Robert De Lacey (1928)
- Phantom of the Range, regia di James Dugan (1928)
- Terror Mountain, regia di Louis King (1928)
- The Avenging Rider, regia di Wallace Fox (1928)
- Tyrant of Red Gulch (1928)
- Blaze o' Glory, regia di George Crone, Renaud Hoffman (1929)
- Trail of the Horse Thieves, regia di Robert De Lacey (1929)
- Gun Law, regia di Robert De Lacey (1929)
- Idaho Red, regia di Robert De Lacey (1929)
- The Pride of Pawnee, regia di Robert De Lacey (1929)
- Mike, regia di Marshall Neilan (1926)
- The Thrill Hunter, regia di Eugene De Rue (1926)
- Memory Lane, regia di John M. Stahl (1926)
- Kiki, regia di Clarence Brown (1926)
- Hearts and Spangles, regia di Frank O'Connor (1926)
- The Carnival Girl, regia di Cullen Tate (1926)
- La carne e il diavolo (Flesh and the Devil), regia di Clarence Brown (1926)
- Her Father Said No, regia di Jack McKeown (1927)
- Moulders of Men, regia di Ralph Ince (1927)
- Le sue ultime mutandine (Long Pants), regia di Frank Capra (1927)
- Judgment of the Hills, regia di James Leo Meehan (1927)
- Little Mickey Grogan, regia di James Leo Meehan (1927)
- The Circus Kid, regia di George B. Seitz (1928)
- La valle delle rose (Rainbow Man), regia di Fred C. Newmeyer (1929)
- Blaze o' Glory, regia di George J. Crone e Renaud Hoffman (1929)
- Nemico pubblico (The Public Enemy), regia di William A. Wellman (1931)
- The Vanishing Legion, regia di Ford Beebe, B. Reeves Eason (1931)
- Il fallo di Madelon Claudet (The Sin of Madelon Claudet), regia di Edgar Selwyn - non accreditato (1931)
- Il diavolo sciancato (The Mad Genius), regia di Michael Curtiz (1931)
- Way Back Home, regia di William A. Seiter (1931)
- The Cheyenne Cyclone, regia di Armand Schaefer (1931)
- Amateur Daddy, regia di John G. Blystone (1932)
- Three on a Match, regia di Mervyn LeRoy - non accreditato (1932)
- The Devil Horse, regia di Otto Brower (1932)
- The Mayor of Hell (1933)
- Sfidando la vita (Laughing at Life), regia di Ford Beebe (1933)
- Cuori in burrasca (Tugboat Annie), regia di Mervyn LeRoy (1933)
- Selvaggi ragazzi di strada (Wild Boys of the Road), regia di William A. Wellman (1933)
- The Wolf Dog (1933)
- The Big Race (1934)
- I ragazzi della Via Paal (No Greater Glory), regia di Frank Borzage (1934)
- The Merry Frinks, regia di Alfred E. Green (1934)
- Burn 'Em Up Barnes, regia di George Beranger e Johnny Hines (1934)
- Strettamente confidenziale (Broadway Bill), regia di Frank Capra (1934)
- Piccoli uomini (Little Men), regia di Phil Rosen (1934)
- Red Hot Tires, regia di D. Ross Lederman (1935)
- The Phantom Empire, regia di Otto Brower e Breezy Easton (B. Reeves Eason) (1935)
- Unwelcome Stranger, regia di Phil Rosen (1935)
- Il ponte (Stranded), regia di Frank Borzage (1935)
- Men of Action (1935)
- Valley of Wanted Men (1935)
- È scomparsa una donna (Three Kids and a Queen), regia di Edward Ludwig (1935)
- The Payoff (1935)
- Black Gold, regia di Russell Hopton (1936)
- Il fantino di Kent (The Ex-Mrs. Bradford), regia di Stephen Roberts - non accreditato (1936)
- La freccia avvelenata (Charlie Chan at the Race Track), regia di H. Bruce Humberstone (1936)
- Born to Fight, regia di Charles Hutchison (1936)
- Racing Blood, regia di Victor Halperin (1936)
- Mind Your Own Business (1936)
- The Devil Diamond (1937)
- Headline Crasher (1937)
- Tough to Handle (1937)
- Un giorno alle corse (A Day at the Races), regia di Sam Wood - non accreditato (1937)
- Anything for a Thrill (1937)
- Saratoga, regia di Jack Conway (1937)
- Thoroughbreds Don't Cry (1937)
- Young Dynamite (1937)
- Riformatorio (Reformatory), regia di Lewis D. Collins (1938)
- The Great Adventures of Wild Bill Hickok (1938)
- Juvenile Court (1938)
- Wanted by the Police (1938)
- Tough Kid (1938)
- Boys' Reformatory (1939)
- Irish Luck, regia di Howard Bretherton (1939)
- Il guanto verde (Chasing Trouble), regia di Howard Bretherton (1940)
- Pinocchio, regia di Norman Ferguson (1940) - voce
- On the Spot, regia di Howard Bretherton (1940)
- Laughing at Danger, regia di Howard Bretherton (1940)
- Up in the Air, regia di Howard Bretherton (1940)
- You're Out of Luck, regia di Howard Bretherton (1941)
- The Gang's All Here, regia di Jean Yarbrough (1941)
- Let's Go Collegiate, regia di Jean Yarbrough (1941)
- Tuxedo Junction, regia di Frank McDonald (1941)
- Junior G-Men of the Air (1942)
- Take It or Leave It, regia di Benjamin Stoloff (1944)
- Junior Prom (1946)
- Freddie Steps Out, regia di Lewis D. Collins, Ray Taylor (1946)
- Chick Carter, Detective, regia di Derwin Abrahams (1946)
- High School Hero, regia di Arthur Dreifuss (1946)
- Vacation Days, regia di Will Jason (1947)
- Sarge Goes to College, regia di Arthur Dreifuss (1947)
- Questo è il mio uomo (That's My Man), regia di Frank Borzage (1947)
- Smart Politics, regia di Will Jason (1948)
- Angels' Alley, regia di William Beaudine (1948)
- Heart of Virginia, regia di R.G. Springsteen (1948)
- L'ultima sfida (The Babe Ruth Story), regia di Roy Del Ruth (1948)
- Trouble Makers, regia di Reginald Le Borg (1948)
- Fighting Fools, regia di Reginald Le Borg (1949)
- Hold That Baby!, regia di Reginald Le Borg (1949)
- Sons of New Mexico, regia di Reginald Le Borg (1949)
- La gioia della vita (Riding High), regia di Frank Capra (1950)
- The Next Voice You Hear..., regia di William A. Wellman - non accreditato (1950)
- L'indossatrice (A Life of Her Own), regia di George Cukor - non accreditato (1950)
- L'assalto al treno postale (Wyoming Mail), regia di Reginald Le Borg (1950)
- The Pride of Maryland, regia di Philip Ford (1950)
- Il cacciatore del Missouri (Across the Wide Missouri), regia di William A. Wellman - non accreditato (1951)
- Donne verso l'ignoto (Westward the Women), regia di William A. Wellman - non accreditato (1951)
- Difendete la città (The Sellout), regia di Gerald Mayer - non accreditato (1952)
- Lui e lei (Pat and Mike), regia di George Cukor- non accreditato (1952)
- Napoletani a Bagdad (Siren of Bagdad), regia di Richard Quine - non accreditato (1954)
- Racing Blood, regia di Wesley Barry (1954)
- The Lawless Rider, regia di Yakima Canutt (1954)
- Più vivo che morto (Living It Up), regia di Norman Taurog (1954) - non accreditato
- Il pianeta proibito (Forbidden Planet), regia di Fred M. Wilcox (1956) - non accreditato
- I dieci comandamenti (The Ten Commandments), regia di Cecil B. De Mille (1956) - non accreditato
- In licenza a Parigi (The Perfect Furlough), regia di Blake Edwards - non accreditato (1958)
- Operazione sottoveste (Operation Petticoat), regia di Blake Edwards (1959)
- L'uomo che non sapeva amare (The Carpetbaggers), regia di Edward Dmytryk - non accreditato (1964)
- Pazzi, pupe e pillole (The Disorderly Orderly), regia di Frank Tashlin - non accreditato (1964)
- Hook, Line and Sinker, regia di George Marshall - non accreditato (1969)
- Fugitive Lovers, regia di John Carr (1975) -

### Televisione
- Adventures of Wild Bill Hickok – serie TV, 1 episodio (1951)
- General Electric Theater – serie TV, episodio 1x05 (1953)
- I Married Joan – serie TV, 1 episodio (1954)
- Public Defender – serie TV, 3 episodi (1954-1955)
- MGM Parade – serie TV, 1 episodio (1956)
- Judge Roy Bean – serie TV, 2 episodi (1956)
- Hey, Jeannie! – serie TV, 1 episodio (1956)
- Chevron Hall of Stars – serie TV, 1 episodio (1956)
- The Sheriff of Cochise – serie TV, 1 episodio (1957)
- The Red Skelton Hour – serie TV, 10 episodi (1957-69)
- Perry Mason – serie TV, 2 episodi (1958-1964)
- Have Gun - Will Travel – serie TV, episodio 1x20 (1958)
- December Bride – serie TV, 1 episodio (1958)
- The Lineup – serie TV, 1 episodio (1958)
- Peter Gunn – serie TV, episodio 1x13 (1958)
- The Further Adventures of Ellery Queen – serie TV, episodio 1x20 (1959)
- Scacco matto (Checkmate) – serie TV, episodio 1x01 (1960)
- Mr. Lucky – serie TV, episodio 1x21 (1960)
- Alfred Hitchcock presenta (Alfred Hitchcock Presents) – serie TV, episodio 5x31-7x26 (1960-1962)
- Going My Way – serie TV, episodio 1x09 (1962)
- La famiglia Addams (The Addams Family) – serie TV, 1 episodio (1965)
- Batman – serie TV, 2 episodi (1966)
- Il grande teatro del West (The Guns of Will Sonnett) – serie TV, 1 episodio (1967)
- The Girl on the Late, Late Show – film TV (1974)